# Outkast
Outkast (stilizirano kao OutKast) je američki hip-hop duo osnovan 1991. godine u East Pointu, Georgiji, nedaleko od Atlante. Osnovali su ga reperi André "André 3000" Benjamin (nekad poznat kao Dré) i Antwan André "Big Boi" Patton. Duo je dobio mnogobrojne pohvale glazbenih kritičara, kao i što je postigao komercijalni uspjeh 1990-ih i ranih 2000-ih godina. Također su proslavili podžanr hip-hopa zvan southern hip-hop, te postali karakteristični po eksperimentiranju s različitim žanrovima kao što su funk, psihodelija, techno i gospel.
André 3000 i Big Boi osnovali su grupu 1991. godine još kao učenici u srednjoj školi. Debitantski album Southernplayalisticadillacmuzik objavili su 1994. godine, koji je postao popularan nakon što je singl "Player's Ball" dosegao prvo mjesto na top ljestvici Billboard Hot Rap Songs. Duo je postigao još veći uspjeh s albumima ATLiens iz 1996. godine i Aquemini iz 1998. godine kada su dodatno razvili svoj zvuk, eksperimentirajući s raznim stilovima i žanrovima. Godine 2000., objavili su album Stankonia kojeg su kritičari nahvalili, a album je proizveo singlove "Ms. Jackson" i "B.O.B".
Godine 2003., duo je objavio dvostruki album Speakerboxxx/The Love Below na kojem su se našli singlovi "Hey Ya!" i "The Way You Move". Album je kasnije osvojio nagradu Grammy za album godine te mu je Udruženje diskografske industrije Amerike dodijelilo dijamantnu certifikaciju. Tri godine kasnije objavili su album Idlewild, koji je ujedno bio i soundtrack za glazbeni film istoga imena u kojemu su obojica glumila. Godine 2007. duo je prestao objavljivati glazbu kako bi se mogli fokusirati na samostalne karijere. Ponovo su se ujedinili 2014. godine kako bi proslavili dvadesetu godišnjicu djelovanja grupe. Nastupali su na više od 40 festivala diljem svijeta, počevši na Coachelli u travnju te godine.
Outkast je jedna od najuspješnijih hip-hop grupa svih vremena, osvojivši šest nagrada Grammy. Svojih šest studijskih albuma te jedan album najvećih hitova prodali su u 25 milijuna primjeraka. Također su prikupili mnogobrojne pohvale kritike, među kojima su se našli i kritičari časopisa Rolling Stone i Pitchfork koji su albume Aquemini i Stankonia proglasili jednima od najboljih albuma ovog razdoblja.

## Povijest

### Osnivanje i počeci (1991. – 1995.)
André 3000 i Big Boi upoznali su se 1991. godine u trgovačkom centru Lenox Square kada su šesnaest godina. Živjeli su u East Pointu, Georgiji, prigradskom naselju pokraj Atlante. Pohađali su umjetničku srednju školu Tri-Cities. Za vrijeme školovanje, André i Big Boi sudjelovali su u rap bitkama koje su se održavale u školskoj menzi. Andréovi roditelji bili su rastavljeni te je živio samo s ocem. U međuvremenu, Big Boi se sa svojih šest sestara i četvero braće preselio iz Savanne u Atlantu. André i Big Boi su se kasnije udružili, te ih je primijetila grupa lokalnih producenata zvana Organized Noize koja je kasnije producirala mnoge hitove glazbenog sastava TLC. Duo se u početku zvao 2 Shades Deep, te The Misfits. Kasnije su uzeli ime Outkast jer su se prethodna dva imena već koristila. Odlučili su se za Outkast jer je engleska riječ outcast sinonim riječi misfit. Outkast, Organized Noize i školski prijatelji iz sastava Goodie Mob formirali su grupu Dungeon Family.
Duo je potpisao ugovor s diskografskom kućom L.A. and Babyface prije nego što su završili srednju školu. Ta diskografska kuća je 1992. godine postala LaFace Records, a Outkast je bio njihov prvi hip-hop glazbeni sastav. Prvo pojavljivanje Outkasta bilo je na remiksu pjesme "What About Your Friends" grupe TLC. Krajem 1993. godine objavili su prvi samostalni singl "Player's Ball". Funky stil pjesme, ostvaren instrumentacijom uživo, postao je hit. Pjesma je na top ljestvici Billboard Hot Rap Songs dosegla prvo mjesto, a na ritam i blues top ljestvicama zadržala se šest tjedana.
Njihov debitantski album Southernplayalisticadillacmuzik objavljen je 26. travnja 1994. godine. Album se smatra temeljem podžanra southern hip-hop te ga mnogi smatraju klasikom. Sve pjesme na albumu su producirali Organized Noize, a kao gosti na albumu našli su se i drugi članovi grupe Dungeon Family. Drugi singl "Git Up, Git Out" zajedno s Goodie Mobom je pjesma s političkom temom. Kasnije je pjevačica Macy Gray koristila neke dijelove pjesme za svoj hit "Do Something" iz 1999. godine. André i Big Boi su na Southernplayalisticadillacmuziku napravili kontrast tekstovima pjesama gdje jedan dio ima tematiku koja opisuje stil života svodnika i gangstera, dok se na drugim pjesmama opisuje položaj Afroamerikanaca na jugu Sjedinjenih Američkih Država, te politika. Outkast je 1995. godine osvojio nagradu časopisa The Source za najbolju novu rap grupu. Iste godine, njihova pjesma "Benz or Beamer" našla se na soundtracku filma Kradljivci automobila.

### Upsjeh s albumimaATLiensiAquemini(1995. – 1999.)
Nakon što je album Southernplayalisticadillacmuzik dobio platinastu certifikaciju, diskografska kuća LaFace Records je Outkastu dala više kontrole i novca za sljedeći album koji su snimali dvije godine, 1995. i 1996. godine. Duo je tada iskoristio priliku da izgrade imidž grupe. Dok su bili na putu za Jamajku s producentom Mr. DJ-em, odlučili su promijeniti stil frizura. Odbacili su pletenice uz glavu, te pustili kosu da prirodno raste. Big Rube, član grupe Dungeon Family primijetio je njihov rast samopouzdanja nakon prve turneje, napomenuvši: "Počeli su shvaćati koliko je moćna njihova glazba. Počeli su se ponašati kao zvijezde." Duo je počeo sve više nastupati uživo, te su kompletno promijenili svoj stil života. André 3000 je usvojio ekscentrični stil odijevanja, postao vegetarijanac i prestao pušiti marihuanu. Također su promijenili svoj privatni život. Godine 1995., Big Boi je dobio prvo dijete, a André je završio svoju dvogodišnju vezu s pjevačicom Keishom Spivey, članicom grupe Total.
Dvostruko platinasti album, ATLiens objavljen je 27. kolovoza 1996. godine. Zvuk albuma je znatno opušteniji od prethodnog. Stvoren je svemirski zvuk s utjecajem duba i reggaea. André i Big Boi su na ATLiens napustili gangsterski način repanja kako bi se potpuno uklopili u futuristički stil albuma, te su po prvi puta producirali većinu pjesama na albumu. Ovim albumom Outkast je pridobio mnogo novih obožavatelja, dok su kritičari pohvalili njihovu glazbenu zrelost. Album je na top ljestici Billboard 200 u Sjedinjenim Američkim Državama debitirao na drugom mjestu. Na top ljestvici Billboard R&B/Hip-hop popeo se na treće mjesto. U prva dva tjedna nakon objavljivanja prodan je u 350.000 primjeraka. Singl "Elevators (Me & You)" je na top ljestvici Billboard Hot 100 dosegao dvanaesto mjesto te se na ljestvici zadržao dvadeset tjedana. ATLiens je dodatno učvrstio Outkastovu poziciju predvodnika kolektiva Dungeon Family, kao i podžanra southern hip-hop. Album je pomogao grupi u osvajanju obožavatelja iz cijelih Sjedinjenih Američkih Država.
Za produkciju albuma, Outkast se udružio s prijateljem Mr. DJ-em kako bi formirali produkcijski sastav Earthtone III, koji je Andréu i Big Boiju omogućio da producira neke svoje pjesme. Pjesma "ATLiens" bila im je drugi Top 40 singl (nakon "Player's Ball" s prvog albuma), a opisuje početak Andréovog života bez droga i alkohola: "Bez droga i alkohola kako bi mogao primiti jasan signal", pjeva André.
Outkastov treći album Aquemini objavljen je 29. rujna 1998. godine. Album je također dvaput dobio platinastu certifikaciju, te dosegao drugo mjesto na top ljestvici Billboard 200 u Sjedinjenim Američkim Državama. Naslov albuma je kombinacija imena astroloških znakova Big Boija (vodenjak; na engleskom jeziku aquarius) i Andréa (blizanci, na engleskom jeziku gemini). Duo se s vremenom u svojim tekstovima pjesama počeo doticati raznih tema, koje su dobivale glazbenu pozadinu nadahnutu soulom, trip hopom i electro glazbom. Album su producirali Organized Noize, a gosti na albumu su Raekwon, Slick Rick, Goodie Mob, te pionir funka George Clinton. Na albumu se nalazi i kontroverzna pjesma "Rosa Parks" s kojom je Outkast napravio poveznicu između hip-hopa i borbe za prava crnaca.

### Stankoniai album najvećih hitova (2000. – 2001.)
Četvrti album Outkasta, Stankonia, izvornog naziva Sandbox, objavljen je u listopadu 2000. godine. Album su kritičari pozitivno ocijenili.

## Diskografija
Studijski albumi
- Southernplayalisticadillacmuzik (1994.)
- ATLiens (1996.)
- Aquemini (1998.)
- Stankonia (2000.)
- Speakerboxxx/The Love Below (2003.)
- Idlewild (2006.)

Kompilacije
- Big Boi and Dre Present... Outkast (2001.)

## Nagrade i nominacije
| Godina | Kategorija                         | Naziv                       |
| ------ | ---------------------------------- | --------------------------- |
| 2002.  | Najbolja izvedba dueta ili sastava | "Ms. Jackson"               |
| 2002.  | Najbolji rap album                 | Stankonia                   |
| 2003.  | Najbolja izvedba dueta ili sastava | "The Whole World"           |
| 2004.  | Album godine                       | Speakerboxxx/The Love Below |
| 2004.  | Najbolja urbana izvedba            | "Hey Ya!"                   |
| 2004.  | Najbolji rep album                 | Speakerboxxx/The Love Below |

## Vanjske poveznice
- Službena stranica  Arhivirana inačica izvorne stranice od 6. kolovoza 2010. (Wayback Machine)
- Outkast na AllMusicu
- Outkast na Billboardu
- Outkast na Discogsu
- Outkast na Internet Movie Databaseu
- Outkast na MusicBrainzu